# Bạch Lộc Nguyên
Bạch Lộc Nguyên là bộ phim truyền hình Trung Quốc 2017, do Lưu Tiến đạo diễn, với các diễn viên chính Trương Gia Dịch, Hà Băng, Tần Hải Lộ, Lưu Bội Kỳ, Lý Hồng Đào, Qua Trị Quân, Lôi Giai Âm, Địch Thiên Lâm, Lý Thấm, Cơ Tha, Đặng Luân, Vương Kiêu và Tôn Y .
Dựa trên tác phẩm kinh điển Trung Quốc cùng tên của Trần Trung Thực. Cốt truyện của nó xoay quanh những khó khăn và mưu cầu tinh thần của nhiều thế hệ sống trên đồng bằng Bạch Lộc ở Thiểm Tây .

## Nội dung
Bộ phim là một bản anh hùng ca tuyệt vời về quá trình chuyển đổi 50 năm của Bình nguyên Vị Hà đầu thế kỷ 20. Đó là một câu chuyện dài đầy màu sắc và gây ngạc nhiên về một vùng nông thôn Trung Quốc. Bối cảnh thời đại đặc biệt, phong cách Quan Trung mạnh mẽ, cách mạng công nông, chiến tranh chống Nhật, chiến tranh giải phóng, vùng đất cổ xưa, dàn dựng một bức tranh ly kỳ. Ông Chu khăng khăng về đạo đức truyền thống, Bạch Gia Hiên là người siêng năng và ích kỷ, Lộc Tử Lâm hy vọng hóa rồng, Bạch Hiếu Văn trong vòng xoáy tình cảm, Bạch Linh tiền vào con đường cách mạng, Hắc Oa trở thành con nguòi ghen tuông, Lộc Triệu Bằng  theo đuổi lý tưởng, Lộc Triệu Hải không màn sinh tử, bộ phim nói về bất đồng giữa các thế hệ, miêu tả quỹ đạo cuộc sống quanh co và định mệnh .

## Phát sóng
| Kênh                     | Vùng       | Ngày                | Thời gian     | Ghi chú |
| ------------------------ | ---------- | ------------------- | ------------- | ------- |
| Giang Tô TV/ An Huy TV   | Trung Quốc | 10 tháng 5 năm 2017 | 19:35 - 21:10 |         |
| Quảng Đông TV/ Hà Bắc TV | Trung Quốc | 22 tháng 5 năm 2018 | 19:35 - 21:10 |         |

## Diễn viên

### Diễn viên chính
| Diễn viên                                                                                      | Vai             | Miêu tả |
| Trương Gia Dịch                                                                                | Bạch Gia Hiên   | Nhân vật chính của Bạch Lộc Nguyên, hành động sáng sủa và cởi mở, người nhân nghĩai, lấy ơn báo oán, trọng sĩ diện. |
| Hà Băng                                                                                        | Lộc Tử Lâm      | Người đứng đầu gia đình lớn thứ hai ở thôn Bạch Lộc. Trận chiến với Bạch Gia Hiên không bao giờ dừng lại. Thông minh và mạnh mẽ, không nguyên tắc, vô đạo đức. |
| Tần Hải Lộ                                                                                     | Tiên Thảo       | Người vợ thứ bảy Bạch Gia Hiên cũng là người vợ cuối cùng. Sau đó, sinh ra Bạch Hiếu Văn, Bạch Hiếu Vũ, Bạch Hiếu Nghĩa và Bạch Linh, ba con trai và một con gái. Cuối cùng chết vì bệnh dịch hạch. Là người hiền lành và đức hạnh. |
| Lưu Bội Kỳ                                                                                     | Chu Tiên Sinh   | Anh rể của Bạch Gia Hiên, người khôn ngoan, học hành chăm chỉ từ nhỏ. |
| Lý Hồng Đào                                                                                    | Lộc Tam         | Đầy tớ của Bạch Gia Hiên, coi Bạch Gia Hiên như anh em, thẳng thắn, cứng rắn, chăm chỉ, tự trọng và tuân thủ bổn phận. Lộc Tam là một người hầu trung thành, đáng tin cậy của Bạch gia. Khi đói kém, muốn rời Bạch gia. Nhưng cũng muốn cả gia đình nhà lão Bạch đi theo. |
| Lôi Giai Âm Lúc nhỏ：Trương Nhất Bôn Tuổi trẻ Lộc Triệu Bằng：Khang Bân Bân 13 tuổi：Cảnh Khảm | Lộc Triệu Bằng  | Con trai cả của Lộc Tử Lâm, đảng viên Đảng Cộng sản. Can đảm, là người mang tư tưởng đấu tranh chống sự gia trưởng của Bạch lão gia. Cho dù anh gặp phải những thất bại, những lý tưởng cách mạng của anh chưa bao giờ bị dao động, nhưng anh không biết phải đi đâu. |
| Địch Thiên Lâm 10 tuổi：Lưu Gia Nghiêu                                                         | Bạch Hiếu Văn   | Con trai cả của Bạch Gia Hiên. |
| Lý Thấm                                                                                        | Điền Tiểu Nga   | Vợ của Hắc Oa, một đời thăng trầm. |
| Cơ Tha Lúc nhỏ：Khang Chiêu Đống 13 tuỏi：Vương Chí Long                                       | Hắc Oa          | Con trai cả của Lộc Tam. Bạch Gia Hiên đặt tên là Lộc Triệu Khiêm. Trải qua nhiều thăng trầm lớn, người đầy cá tính. Ông đã làm việc như một công nhân, làm một tên cướp, làm cách mạng và tham gia trại quân đội, và sau đó trở thành môn đệ cuối cùng của ông Chu. Gần đến ngày giải phóng, anh ta là người đầu tiên phát động cuộc nổi dậy, anh ta bị Bạch Hiếu Văn, người quen thuộc nhất với anh ta xử tử. |
| Đặng Luân Lúc nhỏ：Dương Đinh Hoan 7 tuổi：Phiền Hâm Kỳ                                        | Lộc Triệu Hải   | Con trai thứ hai của Lộc Tử Lâm, đầy nhiệt huyết với đất nước, là người đứng đầu quân đội cách mạng quốc gia. |
| Vương Kiêu Lúc nhỏ: Trương Gia Hạo 7 tuổi：Chúc Tư Viễn                                        | Bạch Hiếu Vũ    | Con trai thứ hai của Bạch Gia Hiên, có tính cách thẳng thắn. Bạch Hiếu Vũ không có nhiều suy nghĩ về những việc như đọc sách, trở thành một quan chức và trở nên nổi tiếng. Anh ta là một nông dân rất giản dị. Anh đã thực hiện những lời dạy của cha rất tốt: bảo vệ nguồn gốc của chính mình, lạc quan nguồn gốc của chính mình và làm mọi việc tốt.                                                         |
| Tô Y 4 tuổi：Diêm Tử Nặc                                                                       | Bạch Linh       | Con gái của Bạch Gia Hiên rất bướng bỉnh khi còn nhỏ, nhưng cô ấy rất thông minh. Cô ấy rất kiên định. Cô ấy đi học ở thành phố và buộc cha phải nhượng bộ. Theo cách mạng với một trái tim và một tâm trí, nhưng chết trong cuộc nổi loạn của người dân. Yêu Lộc Triệu Bằng và có một đứa con trai. |
| Dương Hạo Vũ                                                                                   | ông Lãnh        | Bác sĩ y khoa tại Bạch Lộc. Bình tĩnh, coi thường tiền bạc. Không chỉ có những kỹ năng y tế tinh tế mà còn là "bậc thầy" trong lòng dân làng. |
| Tiểu Tư Cầm Cao Oa                                                                             | Lãnh Thu Nguyệt | Con gái lớn của ông Lãnh, vợ của Lộc Triệu Bằng. |
| Tào Hinh Nguyệt                                                                                | Lãnh Thu Thủy   | Con gái thứ hai của bác sĩ nổi tiếng, ông Lãnh, sau đó kết hôn với con trai thứ hai của Bạch gia, Bạch Hiếu Vũ. Mặc dù Lãnh Thu Thủy có những đức tính của phụ nữ truyền thống, tính cách của cô ấy không rõ ràng và cô ấy có mối quan hệ rất tốt với em gái, nhưng cô ấy không yếu đuối như chị gái, và dám chống cự và chiến đấu.                                                                             |

### Diễn viên khác
| Diễn viên          | Vai                        | Miêu tả                                                                               |
| Qua Trị Quân       | Lộc Thái Hằng              | Cha của Lộc Tử Lâm, Sau này bị điên vì Lộc Tử Lâm tham nhũng.                         |
| Hỗ Diệu Chi        | Đền Phúc Hiền              |                                                                                       |
| Điền Hạo           | Nhạc Duy Sơn               | Bạn cùng lớp thời trung học của Lộc Triệu Bằng, bí thư huyện huyện Tư Thủy.           |
| Hác Dương          |                            | Vợ của Lộc Tử Lâm                                                                     |
| Thạch Văn Trung    | Thợ may Hàn                |                                                                                       |
| Tôn Hạo            | Dương Bài Trường           |                                                                                       |
| Ba Đa              | Bạch Hưng Nhi              |                                                                                       |
| Bùi Phong          | Lý Tiểu Nguyên             |                                                                                       |
| Trương Dao         | Vợ của Hiếu Văn            |                                                                                       |
| Lưu Viễn           | Bạch Triệu Thị             |                                                                                       |
| Mã Lệ              | Chu Bạch Thị               | Vợ ông Chu, chị cả của Bạch Gia Hiên                                                  |
| Vương Hải Yến      | Bà Ngụy                    |                                                                                       |
| Vương Song Bảo     | Lưu Hạt Tử                 | Vai diễn khách mời                                                                    |
| Vương Tân Quân     | Tất chính ủy               | Vai diễn khách mời                                                                    |
| Đồ Lăng            | Cán bộ phòng Đào tạo       | Vai diễn khách mời                                                                    |
| Điền Học Dân       | Bả Tử Gia                  | Canh phu của Bạch Lộc thôn                                                            |
| Vương Liệt         | Đại Mẫu Chỉ                | Thủ lĩnh thổ phỉ. Trong phong trào nông nghiệp cùng với Lộc Tam trở thành hòa thượng. |
| Trương Khả Giai    | Tiểu Nhãn Kính             | Bạn cùng lớp với Bạch Linh.                                                           |
| Dương Á Long       | Tam Oa Tử                  |                                                                                       |
| Huệ Công           | Bạch Bỉnh Đức              | Cha của Bạch Gia Hiên                                                                 |
| Vương Phái Lộc     | Thạch Đầu                  |                                                                                       |
| Trương Thắng Phú   | Vương Tướng                |                                                                                       |
| Tiêu Bằng          | Lý Tướng                   |                                                                                       |
| Vương Tòng Song    | Triệu Trụ                  |                                                                                       |
| Hà Miêu            | Góa phụ Lý                 |                                                                                       |
| Dương Phàm         | Nhị Đậu                    |                                                                                       |
| Dương Vệ Quốc      | Tang Lão Bát               |                                                                                       |
| Trương Hỉ Tiền     | Huyện trưởng Lương         |                                                                                       |
| Hàn Anh Quần       | Huyện trưởng Hà            |                                                                                       |
| Phong Bách         | Đại đội trưởng Cao         |                                                                                       |
| Cương Nghị         | Huyện trưởng Hác           |                                                                                       |
| Phùng Bằng         | ông Hoàng                  |                                                                                       |
| Hầu Nham Tùng      | ông Từ                     |                                                                                       |
| Mã Duy Phúc        | Chưởng quỷ Hồ              |                                                                                       |
| Giải Phú Sinh      | Chu Hoài Nhân              |                                                                                       |
| Vương Vĩ           | Vương sư phụ               |                                                                                       |
| Vương Duy Duy      | Cao Ngọc Phượng            | Người vợ thứ hai của Hắc Oa.                                                          |
| Khổng Khánh Tam    | Hạ Diệu Tổ                 |                                                                                       |
| Lý Quân            | Mãn Thương                 |                                                                                       |
| Mã Luân            | Điền tú tài                | Cha Điền Tiểu Nga                                                                     |
| Lưu Giao Tâm       | Cử nhân Quách              |                                                                                       |
| Đàm Kiến Xương     | Quân đoàn trưởng Liệu      |                                                                                       |
| Lưu Quân           | Lữ đoàn trưởng Tập         |                                                                                       |
| Tập Tiên Phong     | Sư đoàn trưởng Như         |                                                                                       |
| Liệu Đông Lập      | Đại tá Nhiễm               |                                                                                       |
| Dương Thường Thanh | Giáo viên Đoàn             |                                                                                       |
| Cao Hải Bằng       | Giáo viên Hóa              |                                                                                       |
| Vu Thủy            | Thổ phỉ                    |                                                                                       |
| Đinh Khải          | Chính ủy Khương            |                                                                                       |
| Hình Hãn Khanh     | Phó quân đoàn trưởng Vương |                                                                                       |
| Chu Vệ Đào         | Tiểu đoàn trưởng Mã        |                                                                                       |
| Tào Khắc Nan       | Bộ trưởng Đào              |                                                                                       |
| An Duy             | Nữ thượng nghị sĩ          |                                                                                       |
| Khúc Qua           | Trương tổng đốc            |                                                                                       |
| Lưu Bân            | Tiên Thảo Đa               | Cha của Tiên Thảo                                                                     |
| Trần Vĩ Phấn       | Người mai mối              |                                                                                       |
| Hà Thự Hà          | Đại nương                  |                                                                                       |
| Hàn Vân Vân        | Con dâu Đại nương          |                                                                                       |
| Chu Tử Mặc         | Cẩu tử                     |                                                                                       |
| Vương Đàm          | Giáo viên Triệu            |                                                                                       |
| Mạnh Triệu Trọng   | Con trai Đại nương         |                                                                                       |
| Lưu Vĩnh An        | Kim Thư Thủ                |                                                                                       |
| Lý Phong Kiền      | Vương Phú Quý              |                                                                                       |
| Hứa Na             | Góa phụ trẻ                |                                                                                       |
| Bành Kim Tú        | vợ Thạch Đầu               |                                                                                       |
| Hoàng Ninh Sinh    | Ông già thổi đường         |                                                                                       |
| Quách Cửu Long     | Người kể chuyện            |                                                                                       |
| Hứa Hiểu Vũ        | Tiểu Cao                   |                                                                                       |

## Đội ngủ sản xuất
Xuất phẩm:
Triệu An, Tào Hoa Ích, Hoàng Huy, Lương anh Kiến, Hoàng Vi, Dương Hiểu Minh, Trang Bảo Bân, Bốc Vũ, Cao Phi, Dương Hiểu Quân, Phạm Sùng
Quân, Tống Đại
Chế tác:
Lý Tiểu Biểu
Giám chế:
Triệu Quân, Diêu Lập Quân, Trương Hoành, Ngô Tú Lam, Lý Hưởng, Lưu Huệ Ninh, Hạ Tấn Đông, Mã Thụy, Trần Cung Đứ, Lý Diệu Kiệt, Lưu Chí Bân, Trịnh Ninh Lị,  Vương Hải Yến, Tưởng Tiểu Long, Cao Ngọc Giác, Vương Ba, Triệu Anh, Vương Quân Thắng, Trình Đông Hoa, Từ Nhã, Trương Đào, Trần Kiến Quần
Nguyên tác:
Trần Trung Thực
Đạo diễn:
Lưu Tiến
Biên kịch:
Thân Tiệp
Nhiếp ảnh:
Hoàng Vĩ, Lôi Minh, Trương Bác Nhất
Phối nhạc:
Triệu Quý Bình
Tiễn tập:
Vương Học Vĩ
Chỉ đạo nghệ thuật:
Trương Gia Dịch
Thiết kế mỹ thuật:
Lưu Lộ Nhất, Lưu Đan Tâm
Thiết kế tạo hình:
Trần Đồng Huân
Thiết kế trang phục:
Trương Dược Đông, Cao Tự Hân
Ánh sáng:
Tào Học Trung, Tôn Triêu Dương, Tào Nhị Long, Diêm Khôn
Ghi âm:
Diên Quân, Hồ Vĩ
Phát hành:
Cao Kim Tỉ, Lưu Hãn Đạt, Từ Nhã

## Nhạc phim
| STT | Nhan đề                                         | Phổ lời        | Phổ nhạc        | Trình bày          | Thời lượng |
| --- | ----------------------------------------------- | -------------- | --------------- | ------------------ | ---------- |
| 1.  | "《Bạch Lộc Nguyên đồng dao》" (Ca khúc chủ đề) | Triệu Quý Bình | Triệu Quý Bình  | Triệu Già Tinh Vân |            |
| 2.  | Chưa có tiêu đề (Endtheme)                      | Triệu Quý Bình | Cát Căn Tháp Na | Hàn Lỗi            |            |
| 3.  | Chưa có tiêu đề (Interlude)                     | Vương Hải Bình | Triệu Quý Bình  | Trần Tư Tư         |            |

## Rating
| 1                 | 16 tháng 4 năm 2017 | 0.654 | 2.01  | 5   | 0.523 | 1.61  | 7   | |
| 1                 | 10 tháng 5 năm 2017 | 0.545 | 1.982 | 10  | 0.495 | 1.808 | 12  | |
| 2-3               | 11 tháng 5 năm 2017 | 0.603 | 1.997 | 7   | 0.522 | 1.731 | 12  | Thiếu Cáp Nhĩ Tân An Huy《白鹿原来如此》% Rating 0.305, %Rating share 1.008                                                         |
| 4-5               | 12 tháng 5 năm 2017 | 0.546 | 1.814 | 6   | 0.495 | 1.649 | 9   | An Huy《白鹿原来如此》% Rating 0.394, % Rating share 1.267                                                                          |
| 6-7               | 13 tháng 5 năm 2017 | 0.547 | 1.837 | 6   | 0.481 | 1.612 | 10  | An Huy《白鹿原来如此》% Rating 0.301, % Rating share 0.998                                                                          |
| 8-9               | 15 tháng 5 năm 2017 | 0.562 | 1.854 | 8   | 0.511 | 1.682 | 11  | An Huy《白鹿原来如此》% Rating 0.498, % Rating share 1.684                                                                          |
| 10-11             | 16 tháng 5 năm 2017 | 0.54  | 1.856 | 11  | 0.478 | 1.642 | 12  | An Huy《白鹿原来如此》% Rating 0.274, % Rating share 0.946                                                                          |
| 12-13             | 17 tháng 5 năm 2017 | 0.605 | 2.1   | 9   | 0.419 | 1.457 | 11  | An Huy《白鹿原来如此》% Rating 0.299, % Rating share 0.989                                                                          |
| 14-15             | 18 tháng 5 năm 2017 | 0.602 | 2.086 | 11  | 0.482 | 1.67  | 12  | An Huy《白鹿原来如此》% Rating 0.313, % Rating share 1.045                                                                          |
| 16-17             | 19 tháng 5 năm 2017 | 0.57  | 1.923 | 6   | 0.499 | 1.691 | 9   | An Huy《白鹿原来如此》% Rating 0.306, % Rating share 0.97                                                                           |
| 18-19             | 20 tháng 5 năm 2017 | 0.613 | 2.057 | 5   | 0.58  | 1.94  | 8   | |
| 20                | 21 tháng 5 năm 2017 | 0.612 | 2.1   | 8   | 0.527 | 1.818 | 9   | An Huy《重回白鹿原电视剧白鹿原幕后纪录片》% Rating 0.474, % Rating share 1.474                                                      |
| 21-22             | 22 tháng 5 năm 2017 | 0.642 | 2.049 | 9   | 0.552 | 1.759 | 12  | An Huy《白鹿原来如此》% Rating 0.416, % Rating share 1.316                                                                          |
| 23-24             | 23 tháng 5 năm 2017 | 0.651 | 2.14  | 8   | 0.565 | 1.853 | 12  | An Huy《白鹿原来如此》% Rating 0.356, % Rating share 1.127 Giang Tô《荔枝大剧秀白鹿原》% Rating toàn quốc 0.24, % Rating share 0.85 |
| 25-26             | 24 tháng 5 năm 2017 | 0.723 | 2.419 | 8   | 0.527 | 1.766 | 12  | An Huy《白鹿原来如此》% Rating 0.36, % Rating share 1.147 Giang Tô《荔枝大剧秀白鹿原》% Rating toàn quốc 0.2, % Rating share 0.71   |
| 27-28             | 25 tháng 5 năm 2017 | 0.691 | 2.434 | 8   | 0.589 | 2.075 | 11  | An Huy《白鹿原来如此》% Rating 0.298, % Rating share 0.992 Giang Tô《荔枝大剧秀白鹿原》% Rating toàn quốc 0.19, % Rating share 0.67 |
| 29-30             | 26 tháng 5 năm 2017 | 0.757 | 2.616 | 4   | 0.574 | 1.988 | 7   | An Huy《白鹿原来如此》% Rating 0.448, % Rating share 1.449 Giang Tô《荔枝大剧秀白鹿原》% Rating toàn quốc 0.25, % Rating share 0.93 |
| 31-32             | 27 tháng 5 năm 2017 | 0.754 | 2.607 | 4   | 0.613 | 2.121 | 6   | |
| 33                | 28 tháng 5 năm 2017 | 0.859 | 3.211 | 4   | 0.545 | 2.058 | 9   | An Huy《重回白鹿原电视剧白鹿原幕后纪录片》% Rating 0.462, % Rating share 1.513                                                      |
| 34-35             | 29 tháng 5 năm 2017 | 0.808 | 2.837 | 5   | 0.625 | 2.201 | 9   | An Huy《白鹿原来如此》% Rating 0.457, % Rating share 1.498 Giang Tô《荔枝大剧秀白鹿原》% Rating toàn quốc 0.29, % Rating share 0.99 |
| 36-37             | 30 tháng 5 năm 2017 | 0.863 | 2.886 | 5   | 0.639 | 2.138 | 10  | An Huy《白鹿原来如此》% Rating 0.396, % Rating share 1.277 Giang Tô《荔枝大剧秀白鹿原》% Rating toàn quốc 0.27, % Rating share 0.97 |
| 38-39             | 31 tháng 5 năm 2017 | 0.876 | 2.95  | 5   | 0.609 | 2.058 | 8   | An Huy《白鹿原来如此》% Rating 0.427, % Rating share 1.365 Giang Tô《荔枝大剧秀白鹿原》% Rating toàn quốc 0.35, % Rating share 1.25 |
| 40-41             | 1 tháng 6 năm 2017  | 0.935 | 3.248 | 4   | 0.626 | 2.175 | 9   | An Huy《白鹿原来如此》% Rating 0.431, % Rating share 1.428 Giang Tô《荔枝大剧秀白鹿原》% Rating toàn quốc 0.31, % Rating share 1.11 |
| 42-43             | 2 tháng 6 năm 2017  | 0.951 | 3.182 | 3   | 0.59  | 1.983 | 7   | An Huy《白鹿原来如此》% Rating 0.386, % Rating share 1.191 Giang Tô《荔枝大剧秀白鹿原》% Rating toàn quốc 0.33, % Rating share 1.14 |
| 44-45             | 3 tháng 6 năm 2017  | 1.055 | 3.454 | 3   | 0.672 | 2.197 | 6   | An Huy《白鹿原来如此》% Rating 0.357, % Rating share 1.104                                                                          |
| 46                | 4 tháng 6 năm 2017  | 1.022 | 3.414 | 3   | 0.614 | 2.064 | 7   | |
| 47-48             | 5 tháng 6 năm 2017  | 1.081 | 3.508 | 3   | 0.689 | 2.238 | 8   | An Huy《白鹿原来如此》% Rating 0.47, % Rating share 1.488 Giang Tô《荔枝大剧秀白鹿原》% Rating toàn quốc 0.35, % Rating share 1.22  |
| 49-50             | 6 tháng 6 năm 2017  | 1.023 | 3.483 | 3   | 0.721 | 2.459 | 8   | An Huy《白鹿原来如此》% Rating 0.4, % Rating share 1.315 Giang Tô《荔枝大剧秀白鹿原》% Rating toàn quốc 0.24, % Rating share 0.84   |
| 51-52             | 7 tháng 6 năm 2017  | 1.066 | 3.729 | 4   | 0.678 | 2.381 | 9   | An Huy《白鹿原来如此》% Rating 0.461, % Rating share 1.521                                                                          |
| 53-55             | 8 tháng 6 năm 2017  | 1.039 | 3.673 | 4   | 0.68  | 2.411 | 8   | An Huy《白鹿原来如此》% Rating 0.385, % Rating share 1.282 Giang Tô《荔枝大剧秀白鹿原》% Rating toàn quốc 0.3, % Rating share 1.09  |
| 55-56             | 9 tháng 6 năm 2017  | 1.059 | 3.62  | 3   | 0.64  | 2.197 | 5   | An Huy《白鹿原来如此》% Rating 0.458, % Rating share 1.476 Giang Tô《荔枝大剧秀白鹿原》% Rating 0.742, % Rating share 2.435         |
| 57-58             | 10 tháng 6 năm 2017 | 0.998 | 3.418 | 3   | 0.679 | 2.322 | 5   | An Huy《白鹿原来如此》% Rating 0.523, % Rating share 1.687                                                                          |
| 59                | 11 tháng 6 năm 2017 | 1.164 | 4.212 | 1   | 0.669 | 2.437 | 6   | |
| 60-61             | 12 tháng 6 năm 2017 | 1.208 | 4.129 | 1   | 0.72  | 2.464 | 8   | An Huy《白鹿原来如此》% Rating 0.566, % Rating share 1.88 Giang Tô《荔枝大剧秀白鹿原》% Rating toàn quốc 0.4, % Rating share 1.43   |
| 62-63             | 13 tháng 6 năm 2017 | 1.195 | 4.144 | 2   | 0.692 | 2.392 | 7   | An Huy《白鹿原来如此》% Rating 0.439, % Rating share 1.466 Giang Tô《荔枝大剧秀白鹿原》% Rating toàn quốc 0.39, % Rating share 1.35 |
| 64-65             | 14 tháng 6 năm 2017 | 1.133 | 3.963 | 3   | 0.732 | 2.559 | 7   | An Huy《白鹿原来如此》% Rating 0.474, % Rating share 1.608 Giang Tô《荔枝大剧秀白鹿原》% Rating toàn quốc 0.36, % Rating share 1.27 |
| 66-67             | 15 tháng 6 năm 2017 | 1.047 | 3.642 | 4   | 0.725 | 2.528 | 7   | An Huy《白鹿原来如此》% Rating 0.479, % Rating share 1.602 Giang Tô《荔枝大剧秀白鹿原》% Rating toàn quốc 0.43, % Rating share 1.53 |
| 68-69             | 16 tháng 6 năm 2017 | 1.092 | 3.864 | 2   | 0.772 | 2.744 | 4   | An Huy《白鹿原来如此》% Rating 0.461, % Rating share 1.486 Giang Tô《荔枝大剧秀白鹿原》% Rating 0.742, % Rating share 2.421         |
| 70-71             | 17 tháng 6 năm 2017 | 1.169 | 4.092 | 2   | 0.762 | 2.764 | 3   | An Huy《白鹿原来如此》% Rating 0.435, % Rating share 1.424                                                                          |
| 72                | 18 tháng 6 năm 2017 | 1.14  | 4.223 | 1   | 0.745 | 2.775 | 5   | |
| 73-74             | 19 tháng 6 năm 2017 | 1.204 | 4.193 | 3   | 0.788 | 2.75  | 6   | An Huy《白鹿原来如此》% Rating 0.594, % Rating share 1.993 Giang Tô《荔枝大剧秀白鹿原》% Rating toàn quốc 0.43, % Rating share 1.49 |
| 75-76             | 20 tháng 6 năm 2017 | 1.146 | 4.05  | 4   | 0.718 | 2.538 | 8   | An Huy《白鹿原来如此》% Rating 0.548, % Rating share 1.838 Giang Tô《荔枝大剧秀白鹿原》% Rating toàn quốc 0.43, % Rating share 1.52 |
| 77                | 21 tháng 6 năm 2017 | 1.124 | 4.128 | 4   | 0.734 | 2.699 | 8   | An Huy《白鹿原来如此》% Rating 0.528, % Rating share 1.778 Giang Tô《荔枝大剧秀白鹿原》% Rating 0.634, % Rating share 2.074         |
| Rating trung bình | Rating trung bình   | 0.873 | 2.99  | N/a | 0.619 | 2.12  | N/a | Không bao gồm ngày 16 tháng 4 |